# جون كولمان (صحفي)
جون كولمان (بالإنجليزية: John Coleman)‏ هو صحفي أمريكي، ولد في 15 أكتوبر 1934 في البيني في الولايات المتحدة، وتوفي في 20 يناير 2018 في لاس فيغاس في الولايات المتحدة.

## حياته
بدأ كولمان حياته المهنية في عام 1953 في شامبين، إلينوي، حيث أجرى توقعات للطقس، واشترك في فرقة موسيقية محلية بينما كان طالبا في جامعة إلينوي في أوربانا شامبين. وبعد حصولهِ على شهادتهِ في الصحافة في عام 1957، أصبح مذيع الطقس لمحطة WMBD-TV الشقيقة لمحطة WCIA في بيوريا، إلينوي. كان كولمان أيضا مذيعا للطقس في قناة KETV في أوماها، و WISN-TV في ميلووكي، ثم WBBM-TV و WLS-TV في شيكاغو.
في عام 1972، أنشأ كولمان مع مجموعة من طاقمه المسرحي في WLS-TV أول خريطة طقس رئيسية ومازالت قيد الاستخدام.
صار كولمان رجل الطقس الاساسي في البرنامج الصباحي الجديد (Good Morning America) لشبكة ABC، ولقد مكث سبع سنوات مع البرنامج، الذي أرساه ديفيد هارتمان وجوان لوندن.
في عام 1981، أقنع كولمان رجل الأعمال في مجال الاتصالات فرانك باتن بالمساعدة في إنشاء قناة خاصة للطقس (The Weather Channel)، حيث شغل منصب الرئيس التنفيذي ورئيس TWC خلال بدء التشغيل في السنة الأولى من تشغيلهِ. بعد إجباره على الخروج من TWC بعد عام، أصبح كولمان مذيعا للطقس في قناة WCBS-TV في نيويورك ثم في WMAQ-TV في شيكاغو، قبل الانتقال إلى كاليفورنيا الجنوبية للانضمام إلى محطة التلفاز المستقلة، KUSI-TV في سان دييغو في عام 1994، في ما يسميه كولمان باعتزاز "وظيفته التقاعدية. ثم حصل كولمان على وضع العضوية المهنية في جمعية الأرصاد الجوية الأمريكية وحصل على لقب AMS Broadcast Meteorologist of the Year في عام 1983. وقال كولمان إنه بعد عشر سنوات من حضور الاجتماعات الوطنية للجمعية ودراسة الأوراق المنشورة في مجلة المنظمة، كانت الجمعية مدفوعة بأجندات سياسية وليست علمية وانسحبت.
تحدث كولمان على أنه "رافض" لنظرية الاحتباس الحراري في عام 2007، بعد مشاهدة أسبوع "Green is Universal" على شبكة NBC، عندما قُطعت أضواء الاستوديو لأجزاء من عروض Sunday Night Football قبل المباراة والشوط الأول. في رسالة مفتوحة عام 2015 إلى الهيئة الحكومية الدولية المعنية بتغير المناخ، ادعى أنه لم يثبت وجود علاقة سببية بين ارتفاع مستويات ثاني أكسيد الكربون في الغلاف الجوي وارتفاع درجات الحرارة.

## وصلات خارجية
- جون كولمان على موقع IMDb (الإنجليزية)
- جون كولمان على موقع إن إن دي بي (الإنجليزية)